# Google Search Console
Google Search Console (до 20 травня 2015 року — Google Webmaster Tools) — безкоштовний сервіс для ведення статистики відвідувань вебсайтів від компанії Google. Цей сервіс дозволяє оцінити трафік вебсайту та ефективність різноманітних маркетингових заходів. Також він забезпечує розширені можливості для аналізу даних, включаючи їх відображення у вигляді зручних графіків. Сервіс працює з використанням HTTPS. За оцінками Alexa, аналітику використовують близько 49,95 % з 1 000 000 провідних вебсайтів.
До 20 травня 2015 року сервіс називався Google Webmaster Tools. У січні 2018 року Google представив нову версію пошукової консолі зі змінами в інтерфейсі користувача. У вересні 2019 року старі звіти пошукової консолі, включаючи домашню сторінку та інформаційну панель, були видалені.
Статистика збирається на сервері Google, користувач тільки розміщує JS-код на сторінках свого сайту. Безкоштовна версія обмежена 10 мільйонами переглядів сторінок на місяць. Користувачам з дійсним членством Google AdWords надається можливість відстеження необмеженого числа переглядів сторінок. Особливістю сервісу є те, що вебмайстер може оптимізувати рекламні та маркетингові кампанії Google AdWords за допомогою аналізу даних, отриманих за допомогою сервісу Google Analytics, про те звідки приходять відвідувачі, як довго вони залишаються на сайті та де вони знаходяться географічно. Сервіс інтегрований з Google AdWords. Користувачі бачать групи оголошень і віддачу від ключових слів у звітах. Також доступні додаткові можливості включаючи поділ відвідувачів на групи. Користувачі сервісу можуть визначити цілі та послідовності переходів. Метою може виступати сторінка завершення продажів, показ певних сторінок, або завантаження файлів.

## Можливості
Сервіс включає інструменти, які дозволяють вебмайстрам:
- Надсилати та перевіряти карту сайту[3].
- Перевіряти швидкість сканування та переглядати статистику доступу Googlebot до певного сайту[4].
- Отримувати сповіщення, коли Google стикається з проблемами індексації, спамом або іншими проблемами на вашому сайті[5].
- Показувати, які сайти посилаються на ваш сайт.
- Створювати та перевіряти файл robots.txt, щоб виявити сторінки, які випадково заблоковані[6].
- Перелічувати внутрішні та зовнішні сторінки, які посилаються на сайт.
- Отримувати список посилань, які Googlebot не зміг сканувати, включаючи помилки, отримані при спробі доступу до відповідних URL-адрес.
- Встановлювати бажаний домен (наприклад, надавати перевагу example.ua перед www.example.ua або навпаки), який визначає спосіб відображення URL-адреси сайту в пошуковій видачі.
- Виділяти в пошуку Google елементи структурованих даних, що використовуються для збагачення пошукових запитів (впроваджено в грудні 2012 року як Google Data Highlighter).
- Переглядати звіти про швидкість роботи сайту зі Звіту про досвід користувачів Chrome.
- Отримувати звіти Page Experience, включаючи Core Web Vitals та HTTPS.
- Отримувати сповіщення від Google про ручні санкції.
- Надавати доступ до API для додавання, зміни та видалення списків помилок сканування.
- Перевіряти наявність проблем з безпекою на сайті (див. фішинг).
- Додавати або видаляти власників та асоційованих осіб вебресурсу.